# Баррассо, Джон
Джон Энтони Баррассо (англ. John Anthony Barrasso; р. 21 июля 1952) — американский политик, сенатор США от штата Вайоминг, член Республиканской партии.

## Биография
Окончил Джорджтаунский университет (1974) и медицинский университет Джорджтауна (1978).
В 1996 году баллотировался в Сенат США, но проиграл эти выборы. 22 июня 2007 года назначен сенатором США, чтобы заполнить вакансию, образовавшуюся в связи со смертью Крейга Томаса. Во время своей работы в Сенате занимал пост председателя Комитета по транспорту.

## Награды
- Орден «За заслуги» III степени (Украина, 2021)[3]